# Hamleys

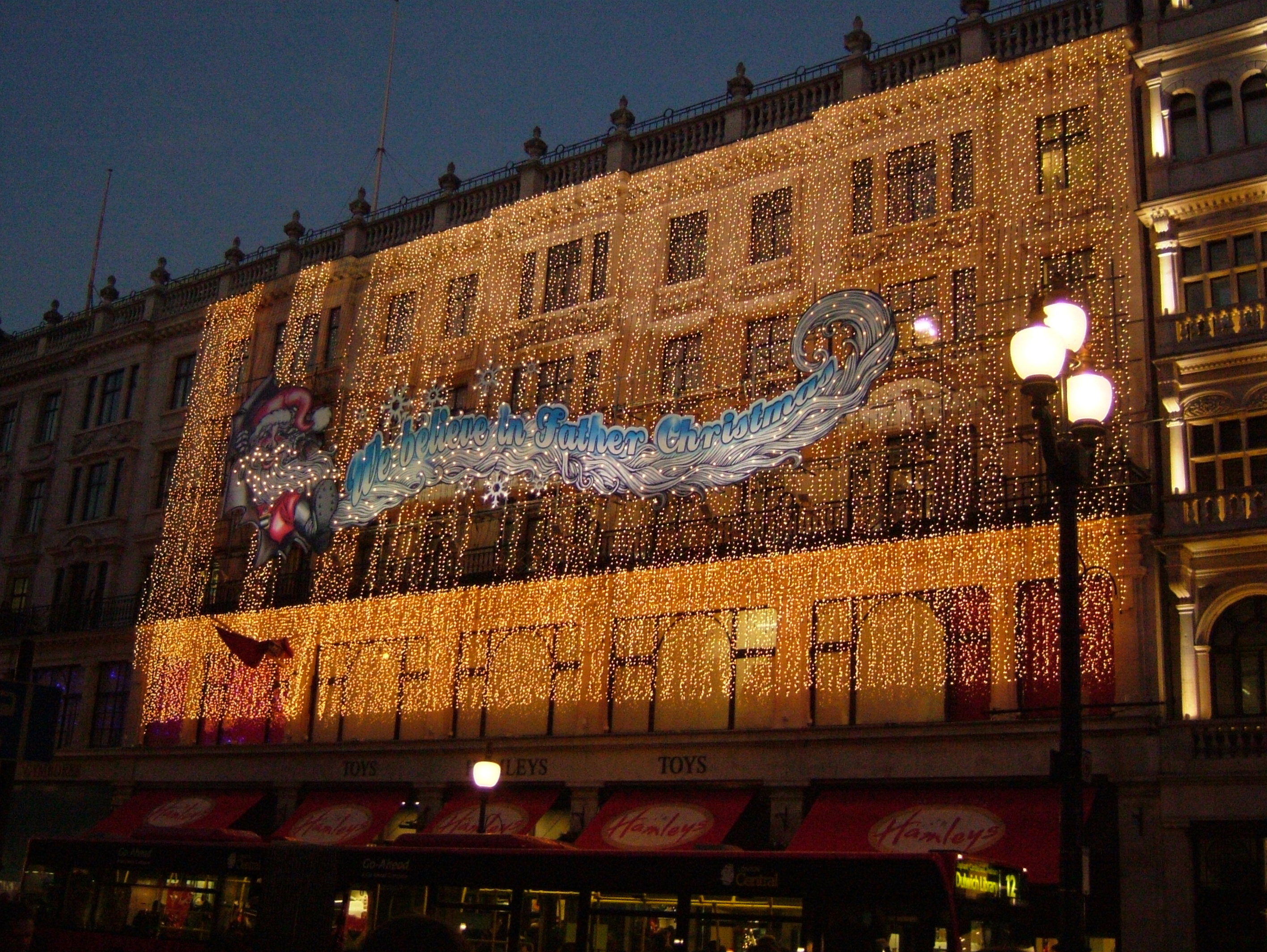
Hamleys illuminé pour les fêtes de Noël en décembre 2005.

Hamleys est l'un des plus grands magasins de jouets au monde. Il est actuellement situé au 188-196 Regent Street à Londres. Il a appartenu au groupe français Ludendo.

## Histoire
Le nom d'Hamleys vient de William Hamley qui ouvrit un magasin de jouet Noah's Ark (l'arche de Noé) sur High Holborn à Londres en 1760. Une succursale fut ensuite ouverte en 1881 sur Regent Street. Le premier magasin fut détruit par le feu en 1901 mais fut reconstruit au 86-87 High Holborn.
Le commerce des jouets a connu plusieurs formes du commencement à nos jours. Pendant un certain temps, Hamleys fut le plus grand magasin de jouets au monde. C'est en 1981 qu'il a déménagé dans ses locaux actuels.
Le magasin est aujourd'hui une des principales attractions touristiques de Londres et attire chaque année environ cinq millions de visiteurs.

## Description
Hamleys s'étend sur sept niveaux dont un sous sol, tous dédiés aux jeux sous toutes leurs formes et chaque étage regroupe différentes catégories de jouets.
Le rez-de-chaussée est traditionnellement réservé aux peluches. Tous les types y sont représentés : des classiques ours en peluche jusqu'aux plus exotiques comme des tortues ou des dauphins mais aussi de peluches géantes de girafes ou d'éléphants.

## Guide des étages du magasin

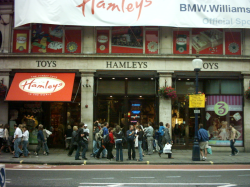
Entrée du magasin

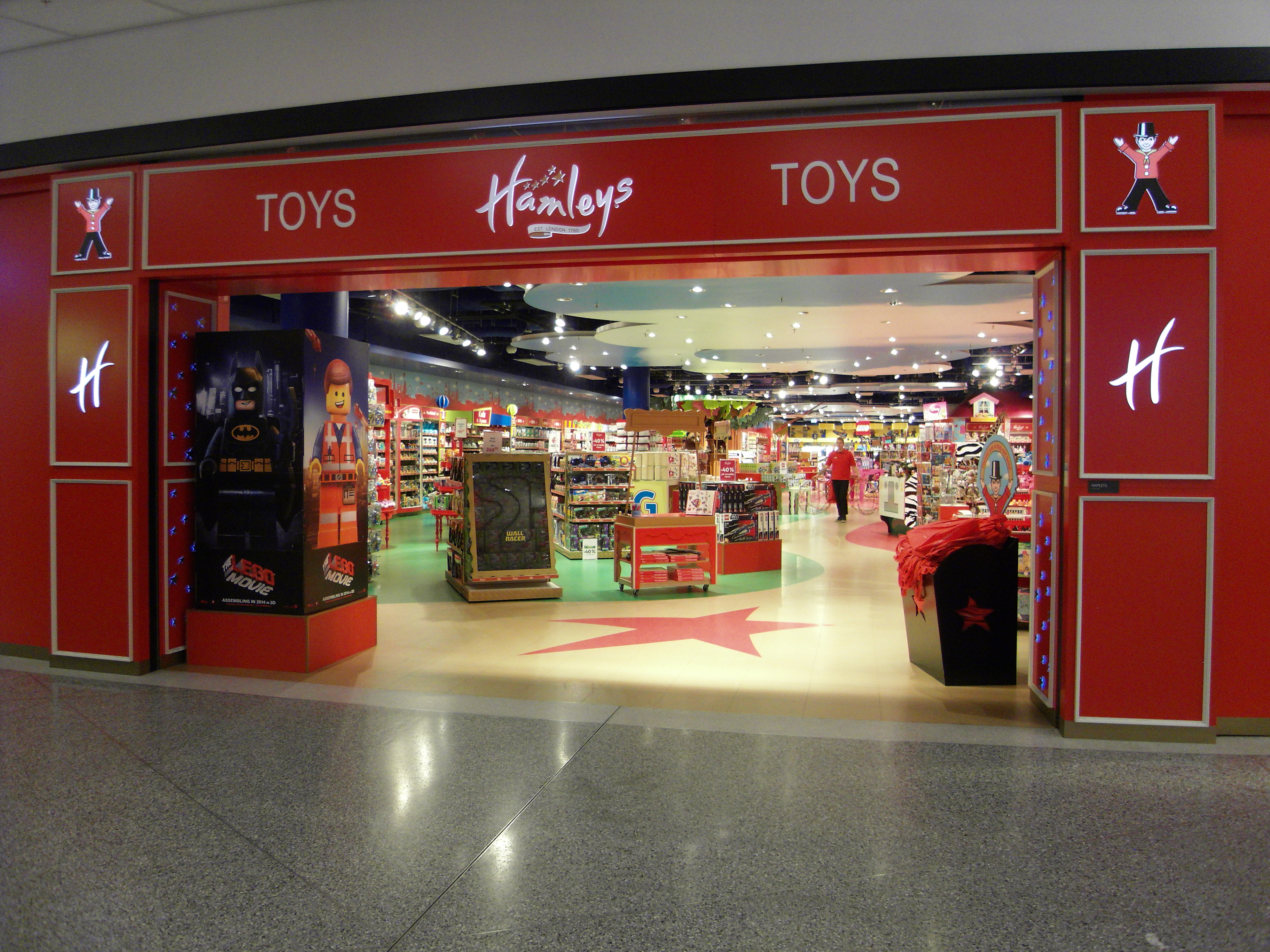
Hamleys dans le centre commercial le Emporia à Malmö

- Sous-sol : nouveautés, gadgets, Lego, jeux vidéo
- Rez-de-chaussée : grande variété d'animaux en peluche et un secteur "Marvin's Magic".
- 1er étage : jeux de société, puzzles, jeux axés sur la science, Build-A-Bear Workshop etc
- 2e étage : préscolaire - jeux pour les jeunes enfants
- 3e étage : poupées, déguisements, jeux artistiques, Hello Kitty
- 4e étage : jeux en kit, véhicules téléguidés, Scalextric, petits trains électriques, etc.
- 5e étage : véhicules en tout genres, figurines de super-héros, bonbons, etc.
- 5e étage : Toilettes.